# Демократска странка (Југославија)
Демократска странка (званично Југословенска демократска странка, позната и као Демократска заједница) је била центристичка грађанска политичка странка либерално демократске и социјалне оријентације у Југославији, једна од најјачих. Постојала је од 1919. до своје забране увођењем диктатуре 1929. године, па потајно обновљена у илегали од 1931. и враћа се у парламентаризам 1935. године. Своје политичко дејство привремено прекида 1941. године доласком Другог свјетског рата, а обнавља га његовим крајем 1945. године, противећи се комунистичком једностраначју и ради на отпору до 1948. године када се практично фактички и гаси. Потом постоји у емиграцији од 1948. до 1990. године окупљајући махом емигрантске демократе у Демократској алтернативи и иницијативом из 1989. године, бива обновљена у СФР Југославији. Своје политичко ангажовање ДС наставља од увођења вишестраначја 1990. године до данашњег дана у Србији.

## Корени
Коријени Демократске странке леже у бројним политичким странкама и појединцима либералних и демократских опредјељења широм етничког простора Југословена, које су се од 15. до 17. фебруара 1919. године у Сарајеву на великом Оснивачком конгресу ујединиле у јединствену политичку странку.

### Србија
Најважнији носилац из Краљевине Србије је била Самостална радикална странка, чији је и предсједник постао предсједник новостворене странке. Њу је основала 1902. године група либералних чланова који су отишли из Народне радикалне странке 1901, не слажући се са политичком идеологијом руководства.
Друга странка која се ујединила је била Српска напредна странка.
Посљедња странка из Краљевине Србије је била Народна странка, основана 1904. године уједињењем обје Либералне странке и партије која је из ње раније настала, Либерално демократске странке, с циљем обједињавања бирачког тијела и јачања оригиналне идеје либералног капитализма. Народњаци су остали мања опозициона странка све до уједињења.
Бројни појединци су се прикључили новоствореној странци, међу њима виђенији људи либерал-демократске оријентације из Вардарске Македоније, из Војводине из Српске народне либералне странке и кикиндске демократе Васе Стајића и Тихомира Остојића, као и омладина униониста из Црне Горе, у првом реду некадашњи предсједник Народног одбора за уједињење Андрија Радовић.

### Хрватска и Славонија и Далмација
Из простора Краљевства Хрватске и Славоније и Краљевства Далмације је дошла утицајна Хрватско-српска коалиција која је скоро неоспорно владала у тим крајевима, под вођством Светозара Прибићевића, основана 1903. године, чија је идеологија била потпуно народно јединство и једнакост двоименог народа Срба и Хрвата и стварање југословенске заједнице. Конкретно су биле у питању Српска народна самостална странка, водећа политичка странка српског народа у Хрватској створена још 1881. године на иницијативу војвођанских народњака, која је заступала умјерене идеје и Хрватска пучка напредна странка, која је, створена 1905, заступала идеологију напредњаштва у Хрватској, састављена из хрватско-славонских и далматинских напредњака, демократа и либерала. Хрватско-српска коалиција и С. Прибићевић су дали идеолошки печат националној политици новостворене странке.

### Словенија
Из Словеније је у ДС ушла Народно напредна странка, која је, формирана 1905. године из Народне странке за Крањску, заступала идеологију напредњаштва код Словенаца. И поједини други словеначки либерали су се придружили и постали чланови новостворене Демократске странке.

### Босна и Херцеговина
Из Босне и Херцеговине су у Демократску странку ушле скоро све српске групације, омладина Босанских Муслимана и симпатизери српско-хрватске сарадње из редова хрватског народа у БиХ.

## Привремени период
Прваци новоосноване странке су Светозар Прибићевић, Јаша Продановић, Војислав Вељковић, Божидар Максимовић и Коста Кумануди, а први предсједник Љубомир Давидовић, угедни и поштовани дотадашњи предсједник СРС-a и бивши предсједник Народне Скупштине Краљевине Србије и Општине Београдске. У својој суштини, Демократска странка настаје као прва политичка групација која се залагала за интегрално југословенство, без икаквих подјела, која је била против икаквих племенских, историјских, вјерских и других подјела и за остваривање југословенског јединства, како би се постепено држава ујединила у једну стабилну и модерну грађанску нацију, тежња да се југословенска идеја и формално реализује. Друга тачка политике Демократске странке је била спровођење праведне аграрне реформе. Демократе су ушле у нову државу као једина детаљно и поптуно организована политичка странка, са искусним људима, поред радикала. Своје прво осипање југословенске демократе су доживјеле још те '19. године, Јаша Продановић се издваја и оснива Југословенску републиканску странку, на основу једине раздвојне тачке о државном уређењу. Демократе су формално признавале краљеву власт као реалност и имале врло широк програм, у намјери да и обухвати широко бирачко тијело, тако да су најтврдокорнији републиканци отишли већ тада у Републиканску странку, што је ипак додуше врло мало саму ДС ослабило.
У вријеме тзв. Привременог народног представништва Срба, Хрвата и Словенаца, Демократска странка добија значајан број формираних посланика у формира Демократски блок и другу владу државе, под Љ. Давидовићем, смјењујући дотадашњу транзициону владу Стојана Протића. Народни радикали, жестоки противници демократа и њихових идеала, постали су опозиција, у коалицији са Народним и Југословенским клубом. Ова нагла смјена је проузроковала прекид у реформама које су спровођене, што је значајно пореметило процес уједињавања, поготово на економском плану, јер без стабилне владе и са честим смјењивањима, како је и послије било, нема ни стабилности у држави. У вријеме Демократског блока, доносе се многобројни реформистички прописи с циљем уједињавања југословенских простора, држављанство, изједначавање календара, народне школе, усваја се привремени пословник, оснива се Универзитет у Љубљани, формализују се мировни споразуми са зараћеним странама, одабира се име државе да буде Краљевина Срба, Хрвата и Словенаца, што је било мало противно југоунитаристичким идеологијама, али се базирало на поштовању Прводецембарског акта и равноправности свих имена. Крајем 1919. и 1920. године ДС даје двије Давидовићеве владе, једну у којој сами учествују, а другу у коалицији са Социјал-демократама. Влада демократа и социјалдемократа се залагала за социјалне реформе, аграрну реформу и за централистичко-унитаристички програм државног уређења.
ДС је имала донекле подршку двора, који је хтио слабљење утицаја радикала. Крајем 1920. године мијења се значајно парламентарна структура и ствара се нова демократско-радикалска власт, у концентрационој влади др Миленка Веснића, која је остала до избора прве редовне владе почетком 1921. године. Демократе су нашле исти језик са радикалима на принципу централистичког унитаризма, који им је, иако из другачији разлога, био заједнички циљ, а угрожен значајним бројем представника који су се отворено залагали за федерализам. Послије овог транзиционог периода, радикали и демократе ће бити у жестоким сукобима до краја. За пословник је искориштен стари српски пословник, а коначно је и 3. септембра 1920. године усвојен Закон о изборима за Уставотворну скупштину, који оличава идеју народне суверености и демократске владавине. Једина контроверзна одлука је била тзв. Обзнана од 29. новембра 1920, којом су, по узору на остале државе, укинуте извјесне слободе комунистичком пропагирању, што су комунисти мјесецима оспоравали у Народној скупштини.

## 1920—1923.
Изборе за Уставотворну скупштину су 20. новембра 1920. године спровели демократе заједно са радикалима, Хрватском заједницом и Словеначком народном странком. Како је у кампањи национално и државно питање било преовладавајуће, Демократска странка се поставила на плану да је југословенско национално јединство неупитно, а у осталим питањима, ДС се залагао да земља припада народу, тј. ономе ко је обрађује и да на таквом основу треба спровести аграрну реформу, у предизборним обећањима. По питању позиције према револуционарном комунистичком покрету, демократе нису истицале реакционаран став, већ потребу за значајним социјалним реформама, па да ће се тако природним путем класна борба и умањити. Циљ ДС-а је био да освоји што је више могуће бирачког тијела, повећавајући излазност, јер им је основна идеја била да разбију опозицију, тј. све мање странке, и оставе чисту слику, како би могли бити одлучујући фактор у доношењу устава, за што се ни радикали нису искључивали као потенцијални коалициони партнери, на бази и коалирања у транзиционом периоду и поклапања идеја о унитаризму, мада из других разлога и са извјесним одступањима - ДС је строго подржавала децентрализацију државе кроз локалну самоуправу.
Укупно је Демократска странка освојила 319.448 гласова или 19,87% укупно изашлих бирача, поставши прва и на дјелу показавши своју снагу као најјача партија. Добила је гласове из разних крајева, а припало јој је 92 од 415 мандата. Републиканци нису однијели пуно гласова, само 18.136 или 1,13%, узевши 3 мандата. Кључна разлика са републиканцима у кампањи је била што су Демократе унитаризам објашњавале потребом југословенског јединства, док су Републиканци истицали да је хомогена национална заједница потпуно спојена са неким аутономистичким или пак федералистичким уређењем, јер се базира на компромису и великој децентрализацији. Изборе једино нису прихватили Хрватска пучка сељачка странка и националистичка Хрватска странка права, главне хрватске странке, које су одбиле да пошаљу пуномоћја и учествују у раду, јер су тврдили да октроисани Пословник аутоматски предвиђа да се посланици морају заклети Краљу, па је дискусија о државном уређењу обесмишљена. По изборима је, због наведених идеја, формирана коалиција Демократске стране и Народне радикалне странке са Николом Пашићем као премијером, који је инсистирао да премијерско мјесто сачува (имао га је и у Краљ. Србији).
28. јуна 1921. године се усваја први Устав Краљевине Срба, Хрвата и Словенаца. Одлучено је да остане име такво какво јесте. Устав је био предлог Николе Пашића, написан по договору Пашића и краља Александра. 89 посланика од 92 демократска гласају за устав, заједно са исто већином радикалских посланика, посланика Југословенске муслиманске организације, која је била водећа политичка странка Босанских Муслимана, Џемијета, тј. политичке странке Турака, Албанаца и осталих словенских муслимана и добрим дијелом посланика српских и словеначких радикала. Овај устав је оставио одређену националну јаз, јер ипак већина Словенаца и Хрвата није подржала њега, а већина Срба јесте. Настаје значајно мишљење у странци да је могла бити још јача да није била тако строго унитаристичка, као и да је задње партнерство са радикалима са кулминацијом новог устава можда и оштетило партију. Видовдански устав је ипак дао мала овлашћења локалној самоуправи, али представља побједу унитаристичке струје. Дао је и врло висока овлашћења Монарху за једну демократску парламентарну монархију. Због оваквог старта Демократска странка се устаљује као првенствено политичка странка која окупља у првом реду Србе, над осталим народима Југославије. У ово вријеме бојкотујућа ХСС постаје Хрватска републиканска сељачка странка, која покушава безуспјешно стварати везе са иностранством ради рушења Југославије, а њен лидер у два наврата бива хапшен, дјелотворношћу предводника унитаристичке струје у ДС министра унутрашњих послова Светозара Прибићевића. Већина је била уз Љубомира Давидовића, али је Светозар Прибићевић био врло јак и утицајан, што се доказало у дотадашњој идеологији странке. За вријеме Пашићеве радикалско-демократског Министарског савјета, усвојен је Закон о избору посланика за Народну скупштину, који је промијенио изборни систем тако да фаворизује веће странке, умјесто до тада скоро чистог пропорционалног, уз велико противљење опозиције. Правдано је да је одређено чишћење овако хетерогене ситуације неопходно, а демократе су заједно са радикалима планирали да ће овако уклонити мање партије и ојачати значајно, с циљем заузимања власти.
Предсједник Демократске странке Љубомир Давидовић долази 10. септембра 1922. године у Загреб на Конгрес о српско-хрватским односима, и једино демократе прихватају предлоге изнесене на њему, а то су да се име замијени југословенским и да се крене договорном сарадњом између народа споразумом, због чега се јављају сукоби јер дио странке под Прибићевићем оштро напада Давидовића за издају унитаризма. ДС је преговарао са ХРСС-ом о коначном укључењу у скупштину и признању Видовданског устава и државе, како би опозиција била значајно ојачана, а у којем би случају и ДС прешао у опозицију, запажајући недостатке видовданског устава на самом дјелу прихватајући и идеју његове ревизије. Никола Пашић даје оставку своје демократско-радикалске владе са објашњењем да ДС не дијели више програмске принципе коалиције, а у ствари само како би предухитрио опозицију и стварање нове парламентарне већине, јер је потом и Народна скупштина распуштена а он добио нову хомогену радикалску изборну владу.

## 1923—1925.
Због избора 1923. године је очувано јединство у странци и није било подјела како би се заједно организовала кампања, иако су већ била организована два посланичка клуба - већи, Давидовићев, који је био за сарадњу са хрватским блоком, и мањи Прибићевићев, у претходном сазиву. Компромисом је Давидовић остао лидер странке, а Прибићевићев став према спровођењу Видовданског устава остао у идеологији ДС-a. Љ. Давидовић је пристао да се Видовдански устав као правно важећи мора прво досљедно примијенити и дати шанса, па тек онда налазити његови недостаци и разматрати промјена, док је С. Прибићевић истицао да је Видовдански устав гаранција опстанка хрватских Срба. Избори 1923. године су били пораз југословенских грађанских странака а побједа националних, које су све ојачале. Иако је Демократска странка освојила више гласова, 400.342, то је било због веће излазности, процентуално су демократе спале на 18,39%. ДС је водила лошу кампању, по старом принципу, занемарујући нови изборни систем у чијем је доношењу и сама била дио, тако да је освојила мање мјеста процентуално, укупно 51 од 315. Нови изборни систем је највише користио радикалима, који су оптуживали демократе за издају националне идеје и Срба у својој негативној кампањи и сада постали први, а ДС је чак спао на треће мјесто, јер је друго заузео још увијек бојкотујући ХРСС. Југословенски републиканци су слично прошли, освојивши 18.941 глас али 0,87% и ниједан мандат, због наведених разлога.
Дана 23. марта 1924. године први Хрвати коначно улазе у парламент на молбе Љ. Давидовића и јачају опозицију. На крају успјешно јачају толико да су јачи од радикала, и радикалска влада успјешно подноси оставку. Али, управо у том тренутку неколико посланика лојалних Прибићевићу се отцјепљује коначно и оснива строго југоунитаристичку Самосталну демократску странку, одузимајући чланство махом из некадашњег његовог СНСС-a. Ово је створило нову Пашић-Прибићевић владу и отворило мјесто ДС-у да буде потпуно под Љ. Давидовићем и крене у организовање опозиције. У ту сврху већина хрватских сељачких републиканаца улази у парламент, па тако и ова Пашићева влада даје оставку. Успјешно се формира јула 1924. године из опозиције мањинска коалициона влада под премијером Љубомиром Давидовићем састављена из Демократске странке, Југословенске муслиманске организације и Словеначке народне странке, уз подршку ХРСС-a. Остала су празна министарства за радићевце, које никада нису заузели, не желећи да уђу формално у власт. Ова нова парламентарна већина је успјела да гурне радикале у опозицију и прекине њихову готово непрекидну владавину. Донијела је чувени Закон о корупцији и почела борбу против корупције, која се брзо ширила по држави све више како су године протицале од уједињења. Прихватила је Видовдански устав, али почела да дјелује унутар његовог оквира и тако успостави покрајинску власт у Хрватској, што је био један од захтјева ХРСС-а, и крене са програмским циљевима. Иступања Стјепана Радића који се управо вратио из иностранства су потпуно опозициона и радићевци нападају државу и даље и не желе да уђу владу, што доводи до тога да Љ. Давидовић даје оставку своје владе већ у октобру '24. Ова пропуштена шанса је много оштетила Демократску странку а и индиректно и саму државу, што је показало вријеме које је услиједило. Враћена је Пашић-Прибићевић влада као изборна, која се обрачунава са сепаратистима и непријатељима државе, у првом реду Радићевцима, а Стјепан Радић бива по трећи пут ухапшен, овог пута се због контроверзне одлуке приступа ХРСС Сељачкој интернационали странка сврстава у бољшевичке и шири се Обзнана и на њу, неки прваци поред Радића бивају ухапшени а самој партији се само номинално забрањује политичка пропаганда.

## 1927—1929.
Образовањем владе Вукићевић-Маринковић, демократе су се поделили на две групе око подршке краљу или парламентаризму. Давидовић и лево крило странке су критиковали краља, док је фракција Војислава Маринковића и Косте Куманудија чврсто подржавала Вукићевићеву владу,

## 1929—1935.
Након завођења диктатуре краља Александра 1929. године, Демократска странке је прешла у опозицију, у којој остаје све до Другог светског рата. Након смрти Давидовића, 1940. године, на чело странке долази Милан Грол, познати српски интелектуалац и управник Народног позоришта у Београду.

## 1941—1948.
Године 1941. Нацистичка Немачка је окупирала Краљевину Југославију. Део руководства странке одлази у Велику Британију, где са осталим странкама приступа Југословенској влади у избеглиштву. По завршетку Другог светског рата и споразума Петра II Карађорђевића и Јосипа Броза Тита, део руководства ДС се враћа у земљу и учествује у Привременој влади ДФЈ. Председник Милан Грол постаје потпредседник Владе, али због комунистичке репресије и нерегуларности руководство Демократске странке 1945. године позива народ да бојкотује комунистичке изборе.
Августа 1945. године Демократска странка почиње отворену борбу против комунистичке репресије својим недељним листом „Демократија“, који се убрзо затвара јер су синдикати одбили да њихови чланови штампају тај лист. Демократској странци је убрзо забрањен рад. Део руководства одлази у емиграцију или у затворе, а известан број омладинаца наставља илегално да делује. Убрзо су скоро сви они похапшени и послати на дугогодишње робије. Најпознатији међу њима био је Борислав Пекић.